# Most špionů
Most špionů (v anglickém originále Bridge of Spies) je americké historické drama z roku 2015 režiséra Stevena Spielberga podle scénáře Matta Charmana a Ethana a Joela Coenových o aféře U-2. V hlavních rolích hrají Tom Hanks, Mark Rylance, Amy Ryan a Alan Alda.
Most špionů se točil pod pracovním názvem St. James Place. Hlavní natáčení začalo dne 8. září 2014 v New Yorku a pokračovalo ve filmových studiích Babelsberg Studios v Postupimi. Film měl v Severní Americe premiéru 16. října 2015 a do dalších zemí ho distribuovala společnost 20th Century Fox. V České republice měl film premiéru v kinech dne 4. prosince 2015. Název filmu odkazuje na most Glienicker Brücke, který spojuje Postupim s Berlínem a odehrála se zde výměna špionů.
Mark Rylance za ztvárnění role Rudolfa Ivanoviče Abela získal Oscara za nejlepší mužský herecký výkon ve vedlejší roli.

## Děj
Film se odehrává v době vrcholící studené války. V roce 1957 je v Brooklynu zatčen Rudolf Ivanovič Abel, který pod krytím malíře pracuje jako sovětský špion. Při zatčení se mu podaří zničit tajnou zprávu, nicméně další důkazy vedou k jeho obvinění ze špionáže.
James B. Donovan, pojišťovací právník a bývalý poradce Úřadu pro strategické služby (OSS), je jmenován Abelovým obhájcem. Přestože případ přijímá zpočátku neochotně, bere svůj úkol vážně a odmítá spolupracovat s CIA, která se snaží narušit důvěrnost komunikace mezi ním a jeho klientem. Abel odmítá spolupracovat s americkými úřady a prozradit jakékoliv zpravodajské informace.
Důkazy proti Abelovi jsou zdrcující a porota ho uznává vinným. Donovan však přesvědčí soudce, aby namísto trestu smrti udělil Abelovi třicetiletý trest vězení s argumentem, že by mohl být v budoucnu cenný při výměně vězňů. Za svůj principiální postoj čelí Donovan i jeho rodina obtěžování – jejich dům je dokonce terčem střelby. Donovan se následně odvolává k Nejvyššímu soudu s argumentem, že důkazy byly získány bez platného povolení k prohlídce, ale prohrává v poměru 5:4.
V roce 1960 je nad Sovětským svazem sestřelen Francis Gary Powers, pilot tajného špionážního programu U-2. Je zajat, podroben výslechům včetně mučení spánkovou deprivací a odsouzen k deseti letům, z nichž první tři má strávit ve vězení. Ve stejné době je v Berlíně zatčen americký student ekonomie Frederic Pryor. Ten dokončuje disertaci o komunistické hospodářské politice, když je započata stavba Berlínské zdi. Pryor je při pokusu o návrat do Západního Berlína zadržen s fotoaparátem a svou dizertační prací a obviněn ze špionáže.
Donovan dostává dopis údajně od Abelovy ženy z východního Německa, který ho vyzývá ke kontaktování jejich právníka jménem Vogel. CIA to interpretuje jako neoficiální signál, že SSSR je ochotný vyměnit Powerse za Abela. Donovan je vyslán do Berlína vyjednávat výměnu, přičemž přijíždí právě v době, kdy se staví Berlínská zeď. V Berlíně se Donovan setkává s představitelem KGB na sovětské ambasádě a následně je odkázán na právníka Vogela, který zastupuje východoněmeckou vládu. Ta chce vyměnit Abela za Pryora a získat tím oficiální uznání od USA. Donovan však trvá na výměně obou Američanů za Abela. Přestože CIA zajímá především Powers, Donovan pohrozí, že bez propuštění obou vězňů nebude žádná dohoda.
Výměna je nakonec domluvena – Powers a Abel si mají vyměnit na mostě Glienicke, zatímco Pryor má být současně propuštěn na přechodu Checkpoint Charlie. Během výměny nastává napětí, když se Pryor opožďuje. Abel z úcty k Donovanovi odmítá odejít, dokud není potvrzeno Pryorovo propuštění. Teprve poté proběhne výměna úspěšně.
Po návratu do USA je Donovan veřejně oceněn za vyjednání dohody a jeho reputace je plně rehabilitována. Film končí scénou, kde Donovan pozoruje děti přelézající plot, což mu připomíná střelbu na Berlínské zdi, jejímž byl svědkem. V závěrečných titulcích je zmíněno, že Donovan později vyjednával také s Fidelem Castrem o propuštění zajatců po invazi v Zátoce sviní, přičemž místo plánovaných 1100 osob dosáhl propuštění více než 9000 lidí.

## Obsazení
| Tom Hanks            | James B. Donovan          |
| Mark Rylance         | Rudolf Abel               |
| Amy Ryan             | Mary McKenna Donovan      |
| Alan Alda            | Thomas Watters            |
| Austin Stowell       | Francis Gary Powers       |
| Scott Shepherd       | Hoffman                   |
| Jesse Plemons        | Murphy                    |
| Domenick Lombardozzi | agent Blasco              |
| Sebastian Koch       | Wolfgang Vogel            |
| Eve Hewson           | Carol Donovan             |
| Will Rogers          | Frederic Pryor            |
| Dakin Matthews       | soudce Mortimer W. Byers  |
| Michael Gaston       | Williams                  |
| Peter McRobbie       | Allen Dulles              |
| Stephen Kunken       | William Tompkins          |
| Joshua Harto         | Bates                     |
| Billy Magnussen      | Doug Forrester            |
| Mark Zak             | sovětský soudce           |
| Edward James Hyland  | hlavní soudce Earl Warren |
| Mikhail Gorevoy      | Ivan Alexandrovič Šiškin  |

## Přijetí
Film vydělal přes 72 milionů dolarů v Severní Americe a přes 93 milionů dolarů v ostatních oblastech, celkově tak vydělal 165,6 milionů dolarů po celém světě. Rozpočet filmu činil 40 milionů dolarů. V Severní Americe byl oficiálně uveden 16. října 2015, společně s filmy Krotitelé duchů, Purpurový vrch a Woodlawn, také čelil filmu Marťan, který vstupoval do svého třetího týdne. Za první víkend docílil třetí nejvyšší návštěvnosti, kdy vydělal 15,4 milionů dolarů. Na první místě se umístil komediální film Krotitelé duchů (23,5 milionů dolarů) a na druhém místě Marťan (21,5 milionů dolarů). V Austrálii a Jižní Koreji film vydělal 1,3 milionů dolarů a 922 936 dolarů za první víkend.
Film získal pozitivní kritiku. Na recenzní stránce Rotten Tomatoes získal z 262 započtených recenzí 91 procent s průměrným ratingem 7,7 bodů z deseti. Na serveru Metacritic snímek získal z 48 recenzí 81 bodů ze sta. Na Česko-Slovenské filmové databázi snímek získal 79%.

## Ocenění a nominace
| Ocenění                                     | Kategorie                                          | Nominovaný                                             | Výsledek  |
| ------------------------------------------- | -------------------------------------------------- | ------------------------------------------------------ | --------- |
| AACTA Awards                                | nejlepší mužský herecký výkon ve vedlejší roli     | Mark Rylance                                           | vítězství |
| Alliance of Women Film Journalists          | nejlepší mužský herecký výkon ve vedlejší roli     | Mark Rylance                                           | nominace  |
| Americký filmový institut                   | nejlepší deset filmů roku                          |                                                        | vítězství |
| American Society of Cinematographers Awards | nejlepší kamera (film)                             | Janusz Kamiński                                        | nominace  |
| Art Directors Guild Awards                  | nejlepší výprava (historický film)                 | Adam Stockhausen                                       | nominace  |
| Boston Society of Film Critics              | nejlepší mužský herecký výkon ve vedlejší roli     | Mark Rylance                                           | vítězství |
| Casting Society of America Awards           | nejlepší castingový režisér (velkorozpočtový film) | Ellen Lewis, a Kate Sprance                            | nominace  |
| Cena národní společnosti filmových kritiků  | nejlepší mužský herecký výkon ve vedlejší roli     | Mark Rylance                                           | vítězství |
| Cena Saturn                                 | nejlepší thriller                                  |                                                        | vítězství |
| Critics' Choice Awards                      | nejlepší film                                      |                                                        | nominace  |
| Critics' Choice Awards                      | nejlepší režie                                     | Steven Spielberg                                       | nominace  |
| Critics' Choice Awards                      | nejlepší původní scénář                            | Matt Charman, Joel a Ethan Coenové                     | nominace  |
| Critics' Choice Awards                      | nejlepší mužský herecký výkon ve vedlejší roli     | Mark Rylance                                           | nominace  |
| Critics' Choice Awards                      | nejlepší výprava                                   | Adam Stockhausen, Bernhard Henrich a Rena DeAngelo     | nominace  |
| Dallas–Fort Worth Film Critics Association  | nejlepší mužský herecký výkon ve vedlejší roli     | Mark Rylance                                           | nominace  |
| Donatellův David                            | nejlepší cizojazyčný film                          |                                                        | vítězství |
| Filmová cena Britské akademie               | nejlepší film                                      |                                                        | nominace  |
| Filmová cena Britské akademie               | nejlepší režie                                     | Steven Spielberg                                       | nominace  |
| Filmová cena Britské akademie               | nejlepší mužský herecký výkon ve vedlejší roli     | Mark Rylance                                           | vítězství |
| Filmová cena Britské akademie               | nejlepší původní scénář                            | Matt Charman, Joel a Ethan Coenové                     | nominace  |
| Filmová cena Britské akademie               | nejlepší skladatel                                 | Thomas Newman                                          | nominace  |
| Filmová cena Britské akademie               | nejlepší výprava                                   | Adam Stockhausen, Bernhard Henrich a Rena DeAngelo     | nominace  |
| Filmová cena Britské akademie               | nejlepší zvuku                                     | Drew Kunin, Richard Hymns, Andy Nelson a Gary Rydstrom | nominace  |
| Filmová cena Britské akademie               | nejlepší střih                                     | Michael Kahn                                           | nominace  |
| Filmová cena Britské akademie               | nejlepší kamera                                    | Janusz Kamiński                                        | nominace  |
| Florida Film Critics Circle                 | nejlepší mužský herecký výkon ve vedlejší roli     | Mark Rylance                                           | nominace  |
| Houston Film Critics Society                | nejlepší mužský herecký výkon ve vedlejší roli     | Mark Rylance                                           | nominace  |
| Chicago Film Critics Association            | nejlepší původní scénář                            | Matt Charman, Ethan a Joel Coenové                     | nominace  |
| Chicago Film Critics Association            | nejlepší mužský herecký výkon ve vedlejší roli     | Mark Rylance                                           | nominace  |
| Indiana Film Journalists Association Awards | nejlepší původní scénář                            | Matt Charman, Ethan a Joel Coenové                     | nominace  |
| Indiana Film Journalists Association Awards | nejlepší režisér                                   | Steven Spielberg                                       | nominace  |
| Indiana Film Journalists Association Awards | nejlepší mužský herecký výkon v hlavní roli        | Tom Hanks                                              | nominace  |
| Indiana Film Journalists Association Awards | nejlepší mužský herecký výkon ve vedlejší roli     | Mark Rylance                                           | nominace  |
| London Film Critics' Circle                 | nejlepší mužský herecký výkon ve vedlejší roli     | Mark Rylance                                           | vítězství |
| Los Angeles Film Critics Association        | nejlepší mužský herecký výkon ve vedlejší roli     | Mark Rylance                                           | nominace  |
| National Board of Review                    | nejlepší deset filmů roku                          |                                                        | vítězství |
| New York Film Critics Circle                | nejlepší mužský herecký výkon ve vedlejší roli     | Mark Rylance                                           | vítězství |
| New York Film Critics Online                | nejlepší mužský herecký výkon ve vedlejší roli     | Mark Rylance                                           | vítězství |
| Online Film Critics Society                 | nejlepší mužský herecký výkon ve vedlejší roli     | Mark Rylance                                           | nominace  |
| Oscar                                       | nejlepší film                                      |                                                        | nominace  |
| Oscar                                       | nejlepší mužský herecký výkon ve vedlejší roli     | Mark Rylance                                           | vítězství |
| Oscar                                       | nejlepší původní scénář                            | Matt Charman, Joel a Ethan Coenové                     | nominace  |
| Oscar                                       | nejlepší skladatel                                 | Thomas Newman                                          | nominace  |
| Oscar                                       | nejlepší výprava                                   | Adam Stockhausen, Bernhard Henrich a Rena DeAngelo     | nominace  |
| Oscar                                       | nejlepší střih zvuku                               | Drew Kunin, Andy Nelson a Gary Rydstrom                | nominace  |
| San Diego Film Critics Society              | nejlepší mužský herecký výkon ve vedlejší roli     | Mark Rylance                                           | nominace  |
| San Francisco Film Critics Circle           | nejlepší mužský herecký výkon ve vedlejší roli     | Mark Rylance                                           | nominace  |
| San Francisco Film Critics Circle           | nejlepší výprava                                   | Adam Stockhausen, Bernhard Henrich a Rena DeAngelo     | nominace  |
| Satellite Awards                            | nejlepší film                                      |                                                        | nominace  |
| Satellite Awards                            | nejlepší režisér                                   | Steven Spielberg                                       | nominace  |
| Satellite Awards                            | nejlepší původní scénář                            | Matt Charman, Ethan a Joel Coenové                     | nominace  |
| Satellite Awards                            | nejlepší výprava                                   | Adam Stockhausen, Bernhard Henrich a Rena DeAngelo     | vítězství |
| Satellite Awards                            | nejlepší střih                                     | Michael Kahn                                           | nominace  |
| Screen Actors Guild Awards                  | nejlepší mužský herecký výkon ve vedlejší roli     | Mark Rylance                                           | nominace  |
| St. Louis Gateway Film Critics Association  | nejlepší mužský herecký výkon ve vedlejší roli     | Mark Rylance                                           | nominace  |
| Toronto Film Critics Association            | nejlepší mužský herecký výkon ve vedlejší roli     | Mark Rylance                                           | vítězství |
| Vancouver Film Critics Circle               | nejlepší mužský herecký výkon ve vedlejší roli     | Mark Rylance                                           | vítězství |
| Zlatý glóbus                                | nejlepší mužský herecký výkon ve vedlejší roli     | Mark Rylance                                           | nominace  |